# Robert Fricke
Karl Emanuel Robert Fricke (1861-1930) est un mathématicien allemand, connu pour ses travaux en analyse complexe, en particulier sur les fonctions elliptiques, les formes modulaires et les fonctions automorphes.

## Carrière
Robert Fricke obtient son doctorat en 1886 à l'Université de Leipzig sous la direction de Felix Klein, avec une thèse intitulée Über Systeme elliptischer Modulfunktionen von niederer Stufenzahl.
Il a été l'un des principaux collaborateurs de Felix Klein, avec qui il a produit deux monographies classiques en deux volumes sur les fonctions modulaires elliptiques et les fonctions automorphes.
En 1893, à Chicago, son article Die Theorie der automorphen Functionen und die Arithmetik a été lu (mais pas par Fricke) au Congrès international des mathématiciens qui s'est tenu dans le cadre de l'Exposition universelle de 1893. De 1894 à 1930 Fricke est professeur de Mathématiques Supérieures à l'Université technique Carolo-Wilhelmina de Brunswick de Brunswick.

## Prix et distinctions
Robert Fricke est membre de la société savante Leopoldina en 1900.
En 1904 il est élu membre correspondant de l'Académie des sciences de Göttingen.
En 1920 il est président de la Deutsche Mathematiker-Vereinigung.